# Ritterakademie (Liegnitz)

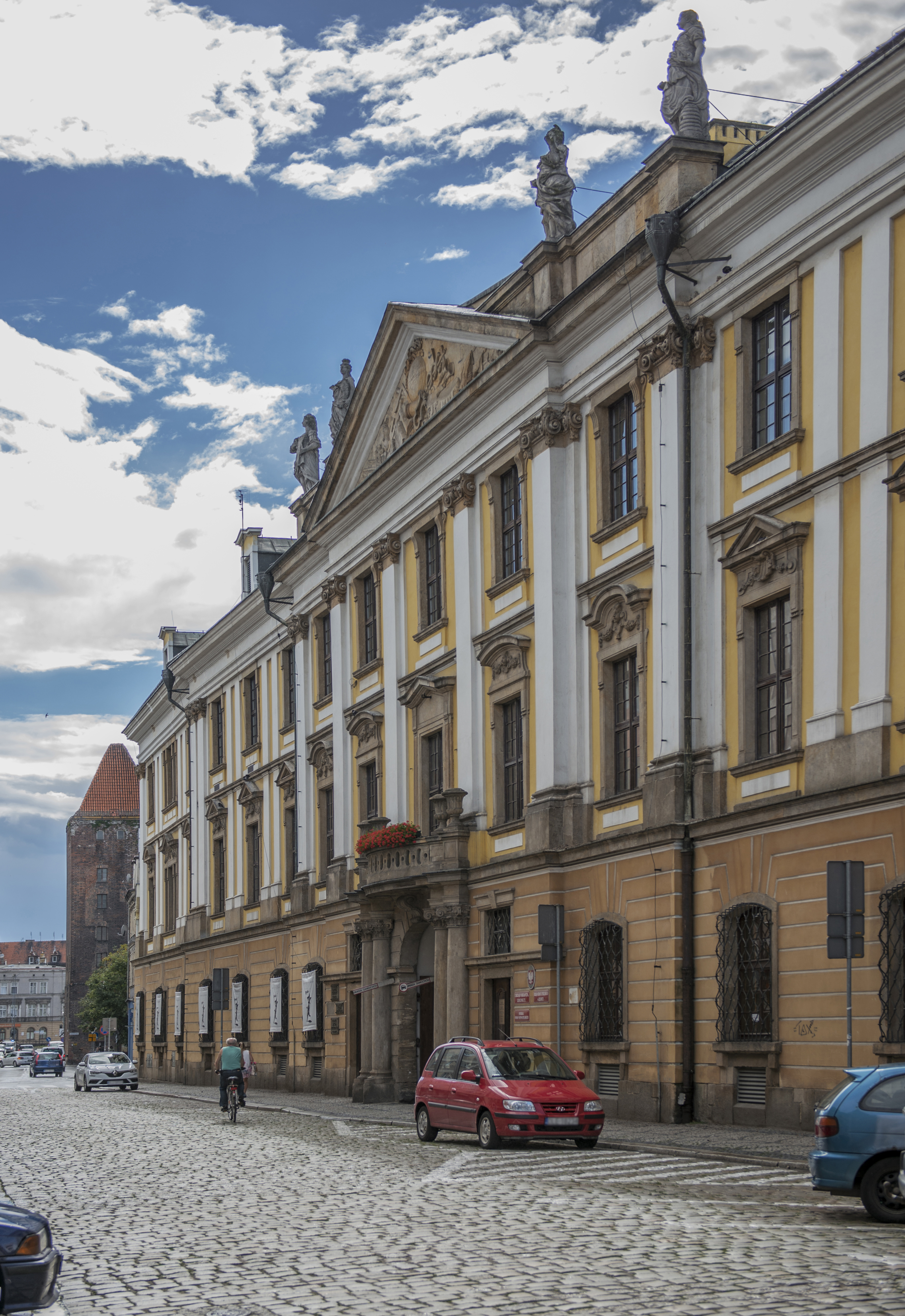
Ritterakademie Liegnitz

Die Liegnitzer Ritterakademie war eine im 18. Jahrhundert errichtete Schule für den schlesischen Adel. Ab 1811 durfte sie auch von Bürgerlichen besucht werden. Von 1901 bis 1945 dienten die Gebäude der Ritterakademie dem Liegnitzer staatlichen Gymnasium.

## Geschichte
Der Liegnitzer Herzog Georg Rudolf aus der Linie der Schlesischen Piasten, der 1653 kinderlos starb, verfügte in seinem Testament von 1646, dass aus seiner Hinterlassenschaft erhebliche Mittel für die Errichtung einer Schule für adelige protestantische Knaben aus Schlesien eingesetzt werden. Da sie unter der Verwaltung der Liegnitzer Johanniskirche (auch Hofkirche) stand, wurde sie auch als Johannisstiftung bezeichnet. Nach dem Tode seines Großneffen Georg Wilhelm I. von Liegnitz-Brieg-Wohlau († 1675), mit dem die Schlesischen Piasten im Mannesstamm erloschen, fielen die Herzogtümer Liegnitz, Brieg und Wohlau als erledigte Lehen durch Heimfall an die Krone Böhmen, die seit 1526 die Habsburger innehatten. Als Könige von Böhmen führten sie die Rekatholisierung durch und zogen die Mittel der Johannisstiftung ein. Die der Reformierten Kirche gehörende Johanniskirche wurde den Jesuiten übergeben. Erst nach der Altranstädter Konvention von 1708 wurde mit den nun freigegebenen Mitteln der Johannisstiftung die Ritterakademie geschaffen. Es war eine Adelsschule, die paritätisch adligen Knaben beider Konfessionen diente. Als nach dem Ersten Schlesischen Krieg der größte Teil Schlesiens an Preußen fiel, wurde die Ritterakademie im Jahre 1811 auch für Bürgerliche geöffnet. 1901 wurde sie in ein staatliches Gymnasium verwandelt, das bis 1945 existierte. Noch zu Beginn des 20. Jahrhunderts trugen die Zöglinge eine blaue Uniform mit gelbem Kragen und gelben Aufschlägen, mit blaugelber Schirmmütze, aber keine Waffe.
Das monumentale Palais der Ritterakademie wurde in den Jahren 1726–1738 im Stil des Barock nach Plänen des Architekten Joseph Emanuel Fischer von Erlach erbaut. Während es den Zweiten Weltkrieg unbeschadet überstand, diente es nach dem Übergang an Polen von 1945 bis 1992 als Hauptquartier der in Schlesien stationierten Roten Armee. Das Palais wird seit Jahren restauriert und gehört nunmehr wieder zu den Liegnitzer Sehenswürdigkeiten.
Die zur Johannisstiftung gehörende wertvolle Bibliotheca Rudolphina wurde 1945 in die Sowjetunion abtransportiert. Die Musikaliensammlung der Bibliothek kam später nach Polen zurück und befindet sich jetzt in Breslau, Liegnitz, Lublin und Warschau.

## Lehr- und Führungskräfte
- August Bohse (1661–1742), Dr. iur., ab 1708 Professor
- Graf Karl Friedrich von Posadowsky, ab Januar 1742 Direktor
- Gustav Christian von Prittwitz und Gaffron, preußischer Landrat im Landkreis Grünberg, 1763–1766 Direktor
- Carl August von Struensee (1735–1804), preußischer Finanzminister, 1757–1771 Professor
- Karl Abraham Freiherr von Zedlitz (1731–1793), preußischer Justiz- und Unterrichtsminister (ab 1770), Direktor 1788–1789
- Carl Friedrich Mosch (1784–1859), Mineraloge, Zeichner und Schriftsteller, 1818–1835 Lehrer
- Friedrich Karl Hermann Kruse (1790–1866), Dr. phil, Historiker, um 1815 Lehrer
- Anton Jacob Paulssen (1792–1835), klassischer Philologe, 1817–1819 Inspektor
- Theodor Blätterbauer (1823–1906), deutscher Maler, Grafiker und ab 1854 Zeichenlehrer, 1898 Ernennung zum Professor
- Oskar Gerhard (1826–1895), Oberlehrer und Professor 1869–1883
- Friedrich Kirchner (1840–?), Direktor ab 1903
- Karl August Graf von Kospoth, Gutsbesitzer, Kurator 1897–1907
- Carl Graf von Carmer-Zieserwitz (1861–1922), Major, Gutsherr auf Zieserwitz, MdHdA, MdR, um 1910 Kurator der Ritterakademie und des St.-Johannis-Stifts
- Antonius Dietrich von Auer (1860–1923), Major, um 1910 Gouverneur

## Zöglinge
- 1723–1726: Joachim Andreas von Maltzan (1707–1786), preußischer Gesandter und Kabinettsminister
- um 1740: Gustav Ludwig von der Marwitz (1730–1797), preußischer General
- um 1810: Bernhard Karl Heinrich von Prittwitz (1796–1881), preußischer Generalmajor und Kommandant der Festung Thorn
- um 1815–1820 Heinrich Wilhelm Dove (1803–1879), Begründer der wissenschaftlichen Meteorologie
- um 1820er Jahre: Julius Emil August Müller (1808–1885), Theologe und Politiker, Abgeordneter im Preußischen Abgeordnetenhaus
- bis 1831: Hermann Wasserschleben (1812–1893), Rechtshistoriker und Mitglied der ersten Kammer der Landstände des Großherzogtums Hessen
- vor 1835: Sebastian Seiler (1815–1870), deutsch-amerikanischer Journalist und Sozialist
- um 1840: Ludwig zu Sayn-Wittgenstein-Hohenstein (1831–1912), Standesherr
- um 1846: Alfred von Schlabrendorff-Seppau (1829–1896), preußischer Gutsbesitzer und Politiker
- um 1855: Octavio von Zedlitz-Neukirch (1840–1919), Politiker, Mitglied des Reichstages und Mitglied des Preußischen Abgeordnetenhauses
- um 1860: Christian Kraft zu Hohenlohe-Öhringen (1848–1926), deutscher Standesherr, Politiker und Montanindustrieller
- um 1862: Gustav von Kessel (1846–1918), preußischer Generaloberst, Oberbefehlshaber in der Mark Brandenburg und Gouverneur von Berlin
- vor 1870: Heinrich zu Schoenaich-Carolath (1852–1920), freier Standesherr und Reichstagsabgeordneter
- bis 1882: Friedrich Ernst von Schwerin (1863–1936), preußischer Regierungspräsident
- bis 1885: Otto Jaekel (1863–1929), Paläontologe und Geologe
- bis 1921: Harald Poelchau (1903–1972), Gefängnispfarrer und Widerstandskämpfer gegen den Nationalsozialismus[1]
- Wolfgang Frank (1871–1953), Konsularbeamter und Gesandter
- Hans von Poncet (1899–1983), Offizier
- um 1930: Rudolf Schnackenburg (1914–2002), deutscher Theologe
- 1936 bis 1938: Hans Bernhard Graf von Schweinitz (1926–2008), deutscher Ministerialbeamter, Politiker und Schriftsteller